# Škoda Vision D
Škoda Vision D – samochód koncepcyjny czeskiej marki Škoda zaprezentowany podczas targów motoryzacyjnych w Genewie w 2011 roku jako 5-drzwiowy hatchback wielkości Škody Octavia. Auto stanowi punkt odniesienia dla wszystkich konstrukcji marki Škoda, które pojawią się w przyszłości. Przy okazji prezentacji auta zaprezentowano nowe logo czeskiego koncernu.

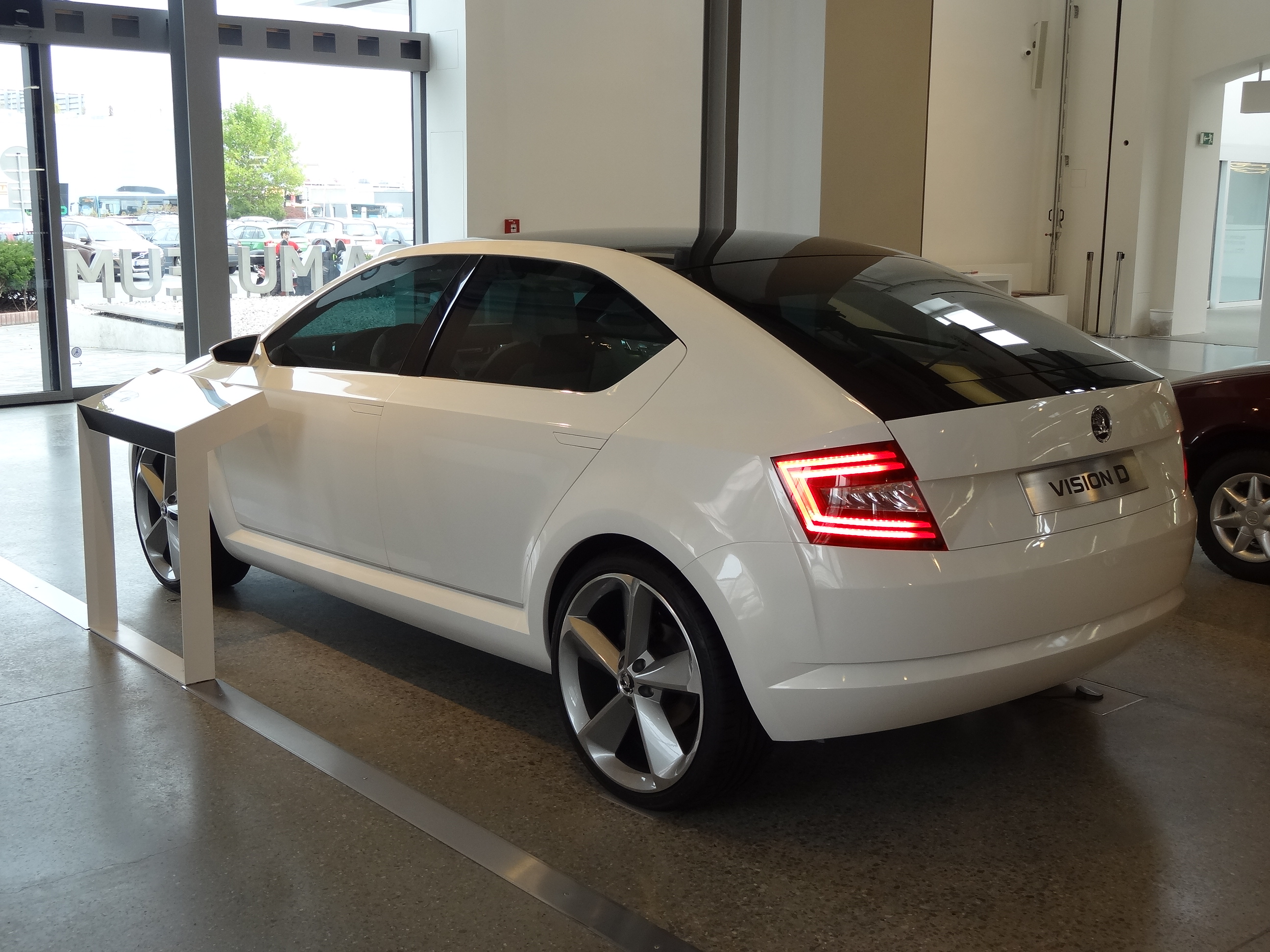
Škoda Vision D - tył

Pojazd wyposażony został w 20-calowe pięcioramienne alufelgi osadzone na oponach 235/35 ZR20. Samochód wyposażono w system nastrojowego oświetlenia kabiny. 
Auto podziwiać można w przyfabrycznym muzeum Škody w Mladá Boleslav.